# Hockeyclub Schouwen-Duiveland
Hockeyclub Schouwen-Duiveland (HSD) is een Nederlandse hockeyclub uit de Zeeuwse plaats Zierikzee.
De club werd opgericht op 19 mei 1965 en speelt op Het Sportblok. De club heeft een bescheiden ledenaantal en heeft in het seizoen 2021/22 geen team in de bondscompetities van de KNHB.